# NGC 393
NGC 393 est une galaxie lenticulaire située dans la constellation d'Andromède. NGC 393 a été découverte par l'astronome germano-britannique William Herschel en 1784.

## Caractéristiques
Sa vitesse par rapport au fond diffus cosmologique est de 5 826 ± 34 km/s, ce qui correspond à une distance de Hubble de 85,9 ± 6,0 Mpc (∼280 millions d'al).